# Baeza
Pour les articles homonymes, voir Baeza (homonymie).
Ne doit pas être confondu avec Baez.
Baeza (Baëça en français) est une commune espagnole, située dans la province andalouse de Jaén. Située à une cinquantaine de kilomètres de la capitale provinciale, elle doit sa célébrité à sa riche histoire, qui lui a légué un patrimoine d'une valeur exceptionnelle, aujourd'hui classé par l'Unesco.

## Géographie
Baeza se situe au centre de la province de Jaén, à une distance d'environ 50 kilomètres au nord-est de la capitale. À plus de 700 mètres d'altitude, elle prend place dans une zone au relief peu accidenté, la comarque de la Loma. Cette zone de production céréalière et oléicole est baignée par deux cours d'eau : le Guadalimar et le Guadalquivir.
En dépit de sa hauteur, Baeza n'appartient à aucun massif montagneux. Elle prend place dans la vaste dépression qui sépare au nord la Sierra Morena des cordillères bétiques au sud. La ville s'étend sur trois collines et la vallée qui les sépare. Sa position en hauteur, qui lui permet de dominer la vallée du Guadalquivir, lui a assuré tout au long de son histoire une place stratégique d'importance.
Sur ces terres d'une grande fertilité, l'activité agricole marque de son empreinte le paysage communal, qui se caractérise par la présence imposante d'oliveraies et de champs de céréales. Peu d'espaces naturels non agricoles viennent perturber ce schéma : la vallée du Guadalquivir et la Hacienda de la Laguna, qui constitue un des marais les plus importants de la province, et où évoluent une faune et une flore spécifiques.
Compte tenu de sa position, le climat de Baeza est de type continental, marqué par des étés secs et chauds et des hivers souvent rigoureux.

## Démographie
La population de Baeza n'a cessé de croître à un rythme lent jusqu'aux années 1940. Les difficultés de l'économie agricole ont ensuite provoqué un lent mais inexorable déclin, à peine tempéré depuis le retour de la démocratie, puisque la population, qui avait récupéré en 1991 son niveau des années 1930, est revenu à des niveaux plus modestes par la suite, malgré un redressement depuis quelques années.
| Évolution démographique de Baeza de 1900 à 2021 | Évolution démographique de Baeza de 1900 à 2021 | Évolution démographique de Baeza de 1900 à 2021 | Évolution démographique de Baeza de 1900 à 2021 | Évolution démographique de Baeza de 1900 à 2021 | Évolution démographique de Baeza de 1900 à 2021 | Évolution démographique de Baeza de 1900 à 2021 | Évolution démographique de Baeza de 1900 à 2021 | Évolution démographique de Baeza de 1900 à 2021 |
| 1900                                            | 1910                                            | 1920                                            | 1930                                            | 1940                                            | 1950                                            | 1960                                            | 1970                                            |                                                 |
| ----------------------------------------------- | ----------------------------------------------- | ----------------------------------------------- | ----------------------------------------------- | ----------------------------------------------- | ----------------------------------------------- | ----------------------------------------------- | ----------------------------------------------- | ----------------------------------------------- |
| 14 379                                          | 15 843                                          | 15 326                                          | 16 329                                          | 18 211                                          | 16 895                                          | 15 461                                          | 14 834                                          |                                                 |
| 1981                                            | 1991                                            | 2001                                            | 2007                                            | 2009                                            | 2015                                            | 2021                                            |                                                 |                                                 |
| 14 799                                          | 17 691                                          | 15 276                                          | 16 135                                          | 16 253                                          | 16 163                                          | 15 762                                          |                                                 |                                                 |
| Source : Instituto Nacional de Estadísticas.    |                                                 |                                                 |                                                 |                                                 |                                                 |                                                 |                                                 |                                                 |

## Héraldique
Le blason municipal représente l'alcázar de Baeza, bâti par les Maures et reconquis le 30 novembre 1227 par Ferdinand III de Castille. La reconquête eut lieu le jour de la saint André, ce qui explique la présence de sa croix sur les armoiries.
La croix à double traverse - ou croix patriarcale - fut aperçue au-dessus de l'alcázar par les chrétiens à la suite de leur retraite depuis la colline de La Asomada. Cette vision les incita à revenir à la charge jusqu'à la chute de la forteresse.
Les premières traces de ces armoiries sont attestées en 1282.

## Histoire

### Préhistoire et Antiquité
Le site de Baeza semble avoir été occupé depuis le Paléolithique moyen. Des vestiges d'un camp de chasseurs de l'époque a été découvert à proximité du Guadalquivir. Au lieu-dit de Montalvas a par ailleurs été identifié un campement humain plus tardif, vraisemblablement occupé par des individus pratiquant la chasse et la cueillette.
C'est au cours du Néolithique que s'est produite la colonisation agricole, et partant, une expansion démographique notable dans la région, depuis la Sierra Mágina, située plus au sud, dans les cordillères bétiques. Le site archéologique de la colline du Tosco remonte à cette période. À l'âge du cuivre s'est développé un autre établissement humain, au Cortijo de Gil de Olid, occupé ensuite par les Ibères, qui l'ont fortifié. D'autres sites préhistoriques ont été fouillés, et ont permis de dater à la fin de l'âge du cuivre l'expansion humaine sur les hauteurs de la Loma. Apparaissent alors un certain nombre de lieux d'occupation fortifiés, notamment au Cerro del Alcázar de Baeza.
Les indices archéologique permettent de mettre en parallèle la romanisation de la zone du Cerro del Alcázar et le déclin progressif de la zone du Cortijo de Gil de Olid. À l'époque romaine, la ville est appelée Vivatia. Elle était tributaire de Rome, et jouissait de ses terres sans en être propriétaire. Vespasien en fait un municipe au Ier siècle, Flavius Vivatiense, qui prend peu à peu tous les atours d'une ville romaine.

### Le Moyen Âge
L'importance prise par la ville à l'époque romaine se confirme sous les Wisigoths. La fabrique de monnaie et le siège épiscopal du diocèse y sont transférés. Vivatia est alors une des plus importantes villes de la région du Haut Guadalquivir. Elle passe très rapidement sous domination musulmane après la conquête de l'Hispanie en 711. Baeza passe alors par une période obscure, dont peu d'éléments sont connus. La ville reste peuplée majoritairement de chrétiens et maintient son évêché jusqu'au IXe siècle. Les luttes entre les évêques de Baeza et ceux de Málaga incitent alors l'émir omeyyade Abd al-Rahman II à fonder une ville entièrement peuplée de musulmans, Úbeda.

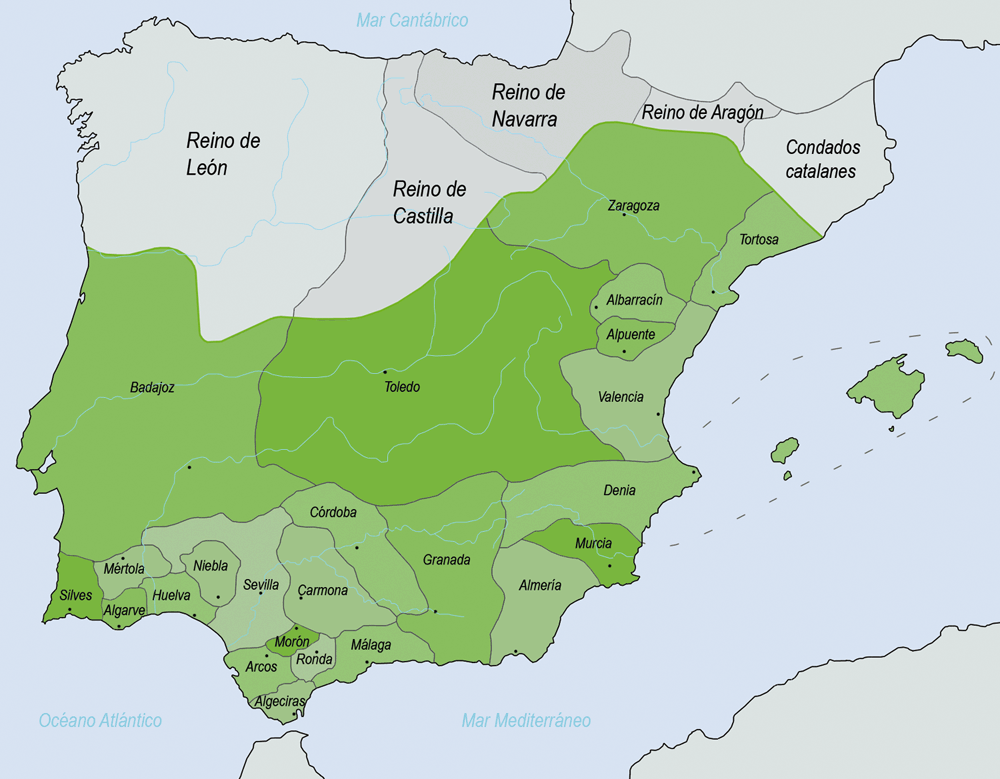
Morcellement du Califat de Cordoue et taifas.

Quoi qu'il en soit, le Xe siècle est synonyme à Baeza de prospérité. La ville déborde de ses limites initiales, circonscrites à la colline de l'alcázar, et développe de vastes zones de culture alentour. Le XIe siècle, avec la chute du Califat de Cordoue, est une époque de troubles pour la cité, qui passe successivement aux mains des différentes taifas de la région : Murcie, Grenade, Séville, etc. En ces temps agités, les faubourgs les plus proches de l'alcázar sont ceints d'une seconde muraille destinée à protéger la population.

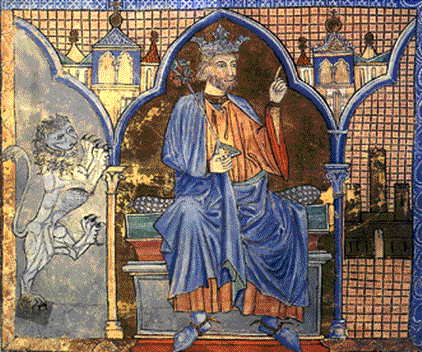
Ferdinand III de Castille conquiert la ville en 1226.

Une fois la situation pacifiée dans le royaume de Castille, Ferdinand III entreprend la conquête de l'Andalousie en 1224. Baeza se retrouve alors au cœur des pourparlers entre seigneurs musulmans et pouvoir castillan. Ce n'est qu'en décembre 1226 que la ville est prise par les chrétiens, malgré un baroud d'honneur des habitants, épaulés par le gouverneur de Jaén. Le siège épiscopal est restauré en 1230, et en 1231, Ferdinand III fonde le concejo (ou conseil municipal), qui est doté du statut de realengo, à savoir que la ville n'était soumise à aucune juridiction seigneuriale, mais dépendait directement de la Couronne. Ce statut enviable, qui lui permet au cours des décennies suivantes d'accroître ses terres au rythme des conquêtes, est néanmoins un facteur de luttes pour le pouvoir de la part de la noblesse. Ces luttes seront apaisées à la fin du XVe siècle par les Rois catholiques. De par ses revenus importants, la ville investira dès lors dans l'édification de nombreux édifices publics qui lui laisseront sa physionomie actuelle.

### L'époque moderne

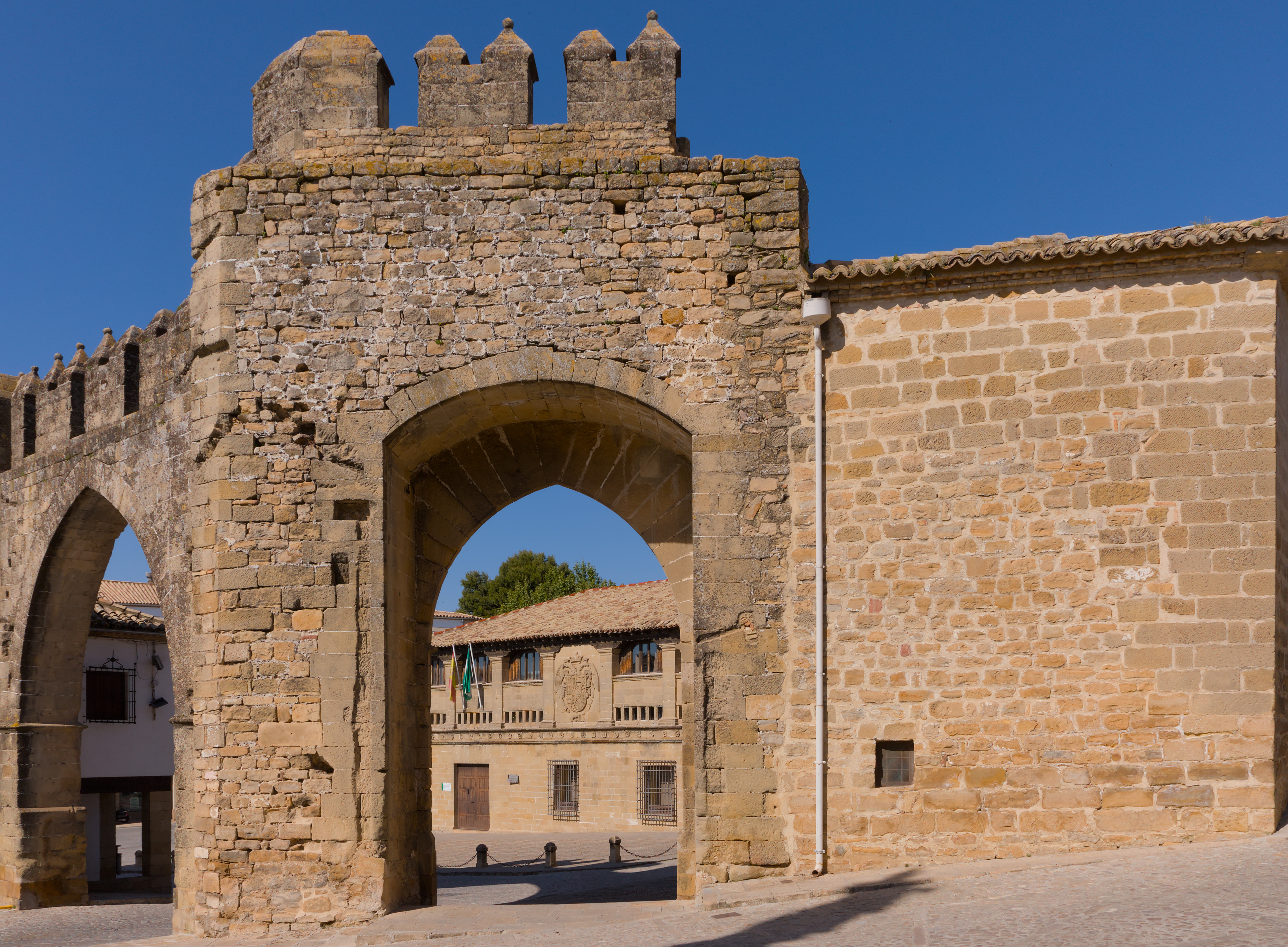
La porte de Jaén, construite en 1522.

Au XVIe siècle, la population locale ne cesse de croître. Son territoire s'étend sur une vaste superficie et comprend des villages importants tels que Linares et Bailén. L'importance de la ville entraîne néanmoins de nombreux conflits, aggravés par la décision de la couronne d'aliéner une partie des terres de la cité. Des villages sont dotés par la monarchie de l'autonomie, contre monnaie sonnante et trébuchante. Baeza perd alors une source de revenus capitale. La situation est difficile pour la ville, qui connaît par ailleurs de nouvelles luttes nobiliaires pour le pouvoir local, et souffre d'une pression fiscale couplée à une décadence industrielle et commerciale. Malgré ces éléments, Baeza parvient à maintenir son prestige, liée à son diocèse, à son université et au collège de San Felipe Neri, fondé en 1660.

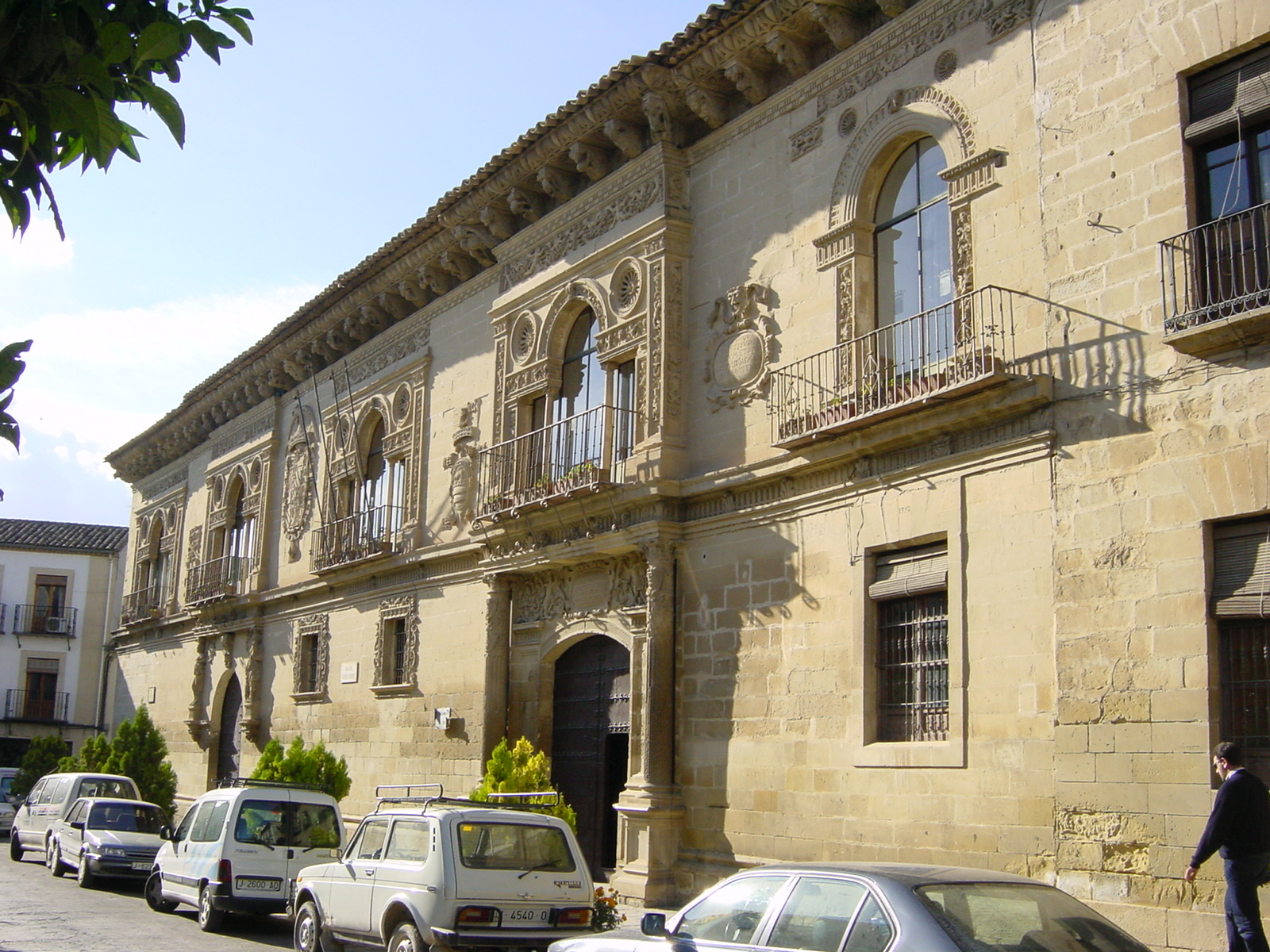
L'hôtel de ville, bâti en 1867.

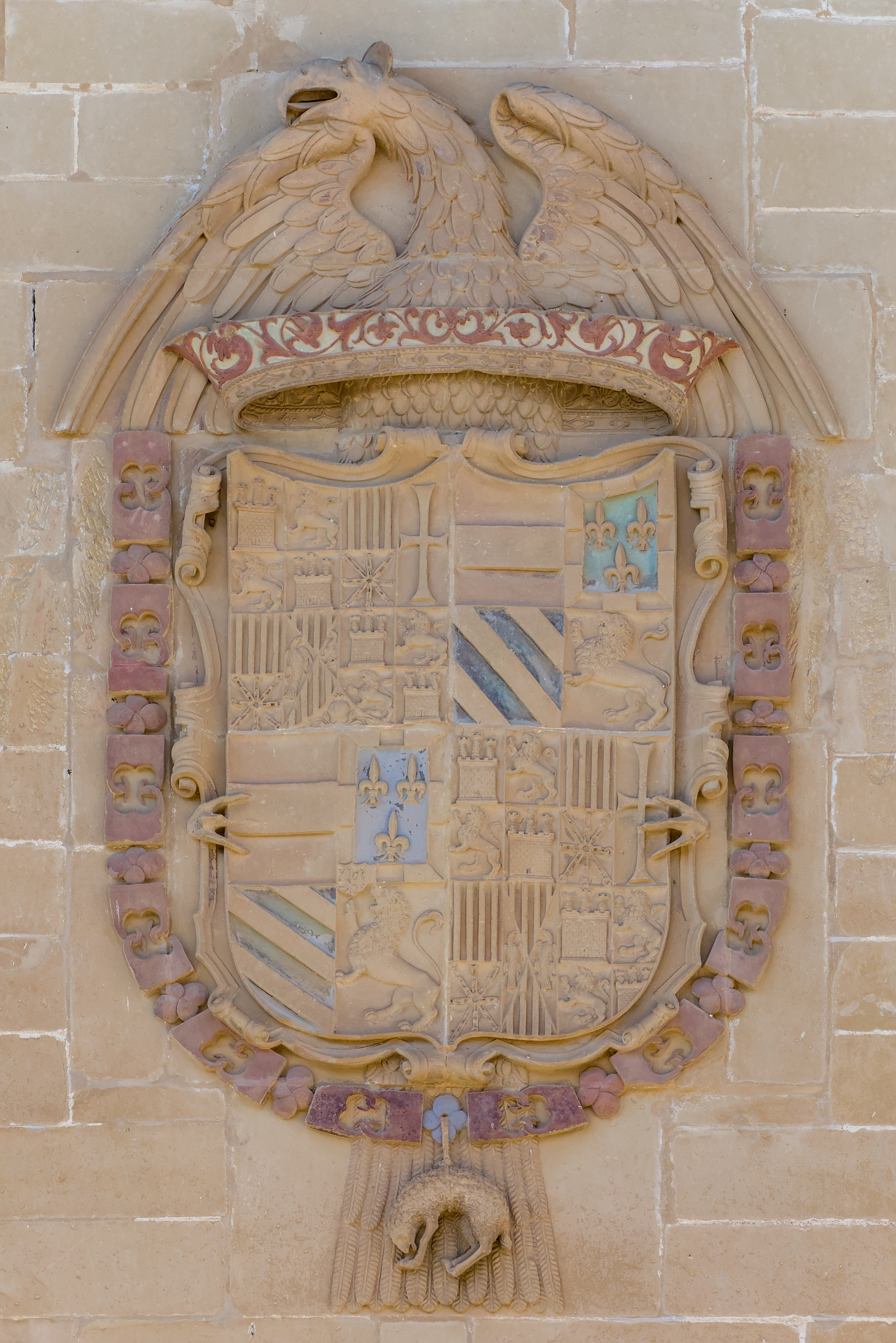
Blason sculpté sur la façade de l'hôtel de ville.

Le XVIIIe siècle marque un tournant tragique pour Baeza, dépecée, et qui, à la suite de la réorganisation territoriale voulue par la couronne, est réduite à neuf dixièmes de son territoire originel. La noblesse s'oppose par ailleurs aux réformes voulues par la monarchie, et freine davantage encore le développement d'une ville déjà aux abois. En 1810, Baeza est prise par les troupes napoléoniennes. Acquise à la cause libérale, la ville s'organise et les Français sont chassés en 1812. Avec le retour de l'absolutisme, et malgré les quelques périodes libérales, le gouvernement central purge la ville de ses militants libéraux, et instaure un ordre strict et conservateur.
Les changements politiques affectent peu Baeza, qui voit sa population se réfugier dans des villes telles que Jaén ou Linares, malgré l'accroissement de la production agricole. L'arrivée du chemin de fer à la fin du XIXe siècle, avec la gare de Linares-Baeza, ne modifie pas substantiellement la donne. La ville entre dans une période de crises sociales, liées au pouvoir omniprésent de quelques familles puissantes, qui musèlent la vie politique de la cité. D'autre part, la crise du modèle agricole andalou ne fait qu'aggraver la situation. Syndicats et partis politiques de gauche s'organisent et parviennent à fédérer une part non négligeable de la population, qui se met en grève à plusieurs reprises au début du XXe siècle. Malgré ses évolutions, Baeza demeure corsetée dans un cadre archaïque, dominé par l'oligarchie locale et renforcé par l'arrivée au pouvoir de Francisco Franco. Seul l'avènement de la démocratie au milieu des années 1970 et le processus autonomique offriront à Baeza une opportunité pour se redresser.

## Patrimoine
Le centre historique de Baeza constitue, avec celui de sa voisine Úbeda, un site inscrit au patrimoine mondial par l'UNESCO sous le nom d'Ensembles monumentaux Renaissance d'Úbeda et Baeza.
- Cathédrale de Baeza, fondée en 1529 à l'emplacement d'une ancienne mosquée.
- Fontaine de Santa María, de style Renaissance, construite en 1564.
- Casa del Pópulo, de style Renaissance, construite dans la deuxième moitié du XVe siècle, et la plaza del Pópulo.
- Palais de Jabalquinto, de style gothico-renaissance, construit dans la deuxième moitié du XVe siècle.
- Hôtel de ville de Baeza, construit en 1867, avec une façade plateresque.

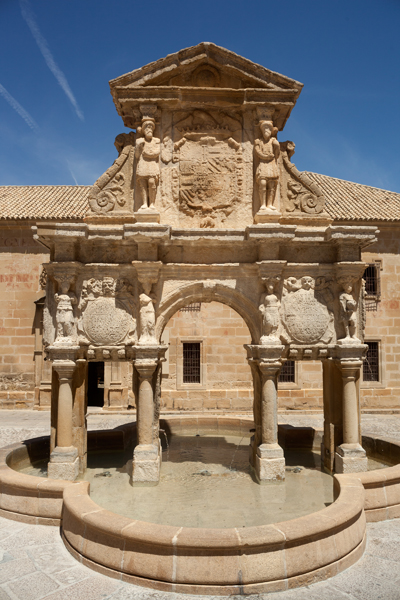
La fontaine de Santa María.
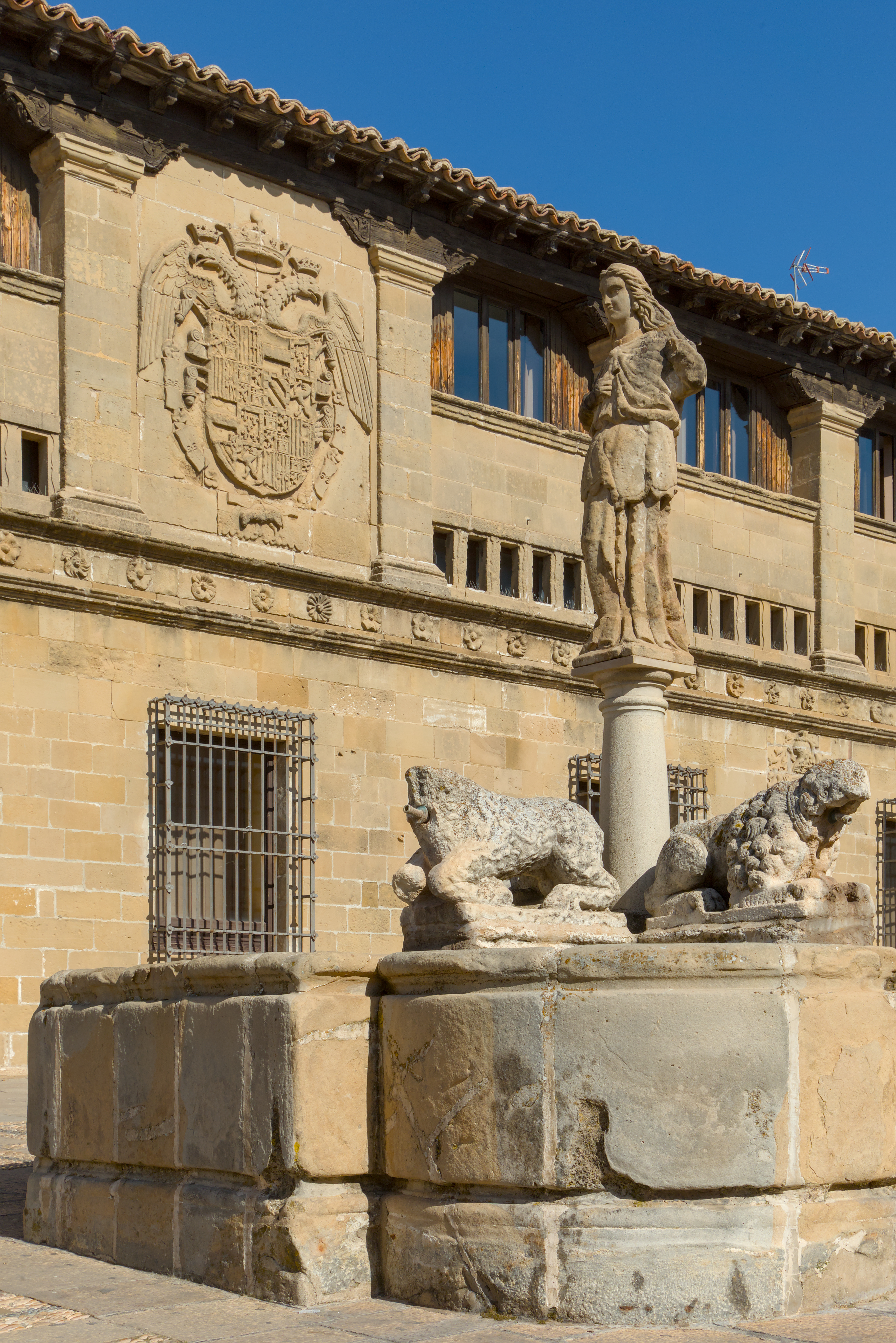
La fontaine aux Lions et le blason de Charles Quint, sur la plaza del Pópulo.
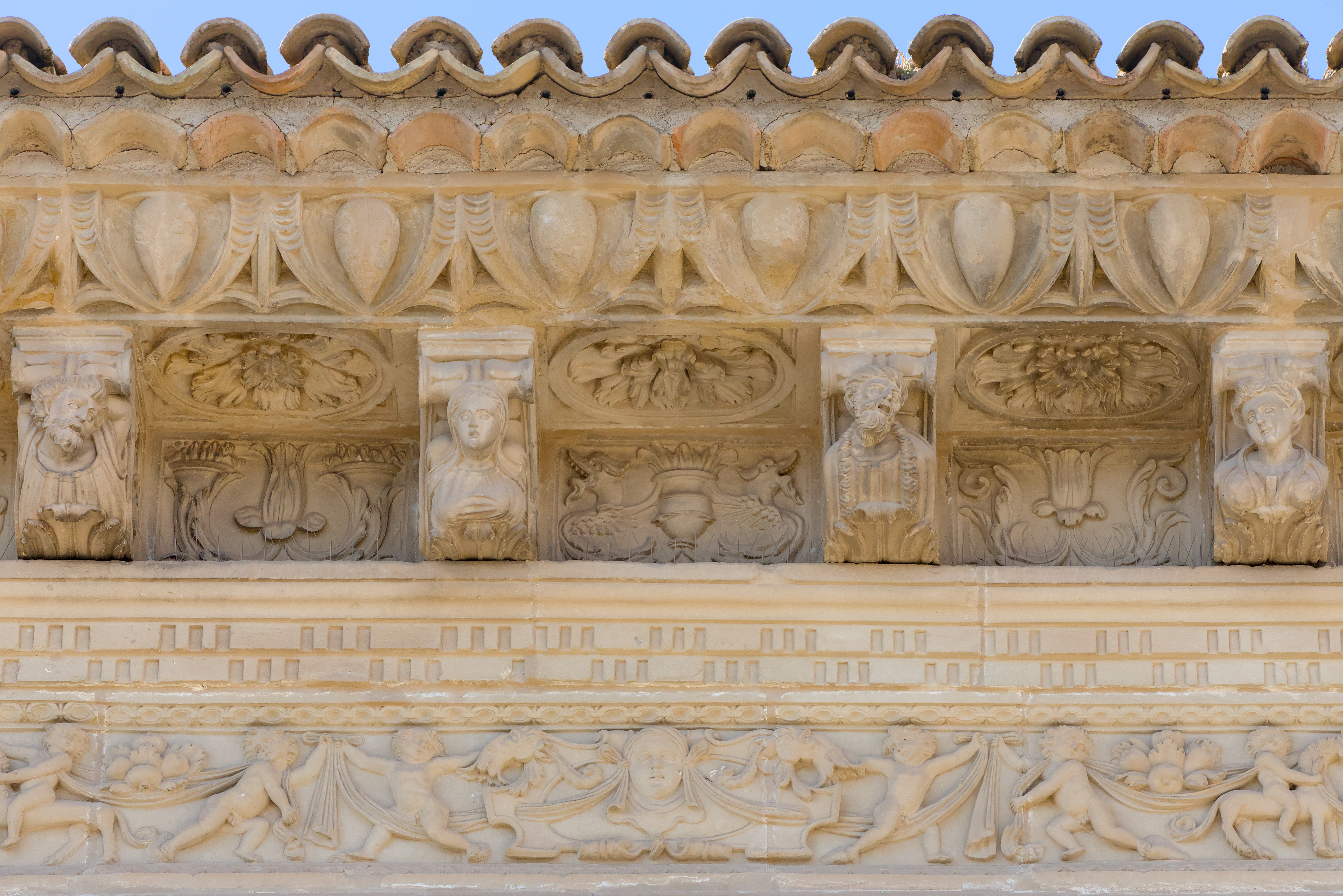
Détails de la façade de l'hôtel de ville.
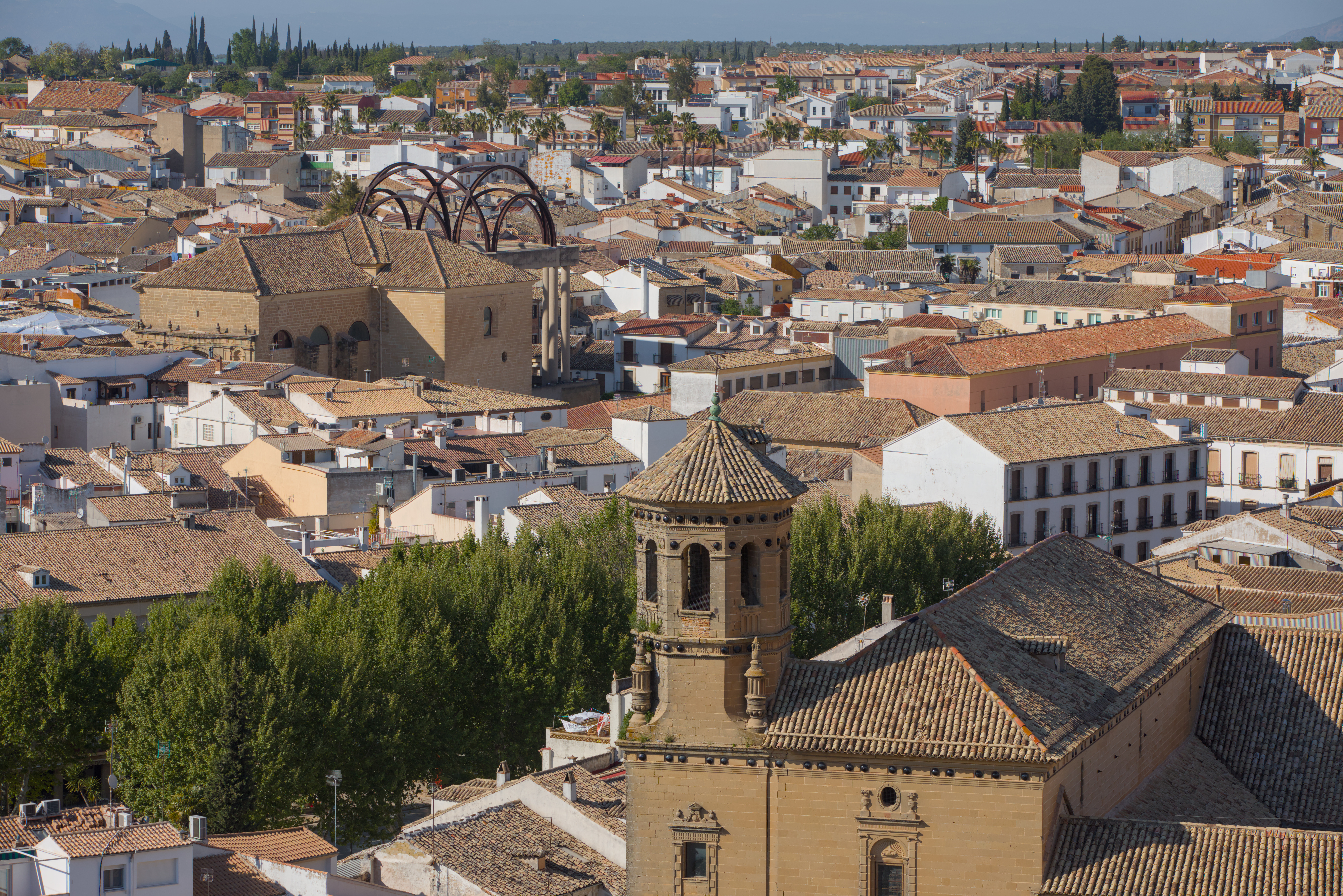
Vue du centre-ville depuis la tour de la cathédrale.

## Jumelage
Carcassonne (France) depuis 2012 